# 大阪大谷大学
大阪大谷大学（おおさかおおたにだいがく、英語: Osaka Ohtani University）は、大阪府富田林市錦織北3丁目11番地1号に本部を置く日本の私立大学。1966年創立、1966年大学設置。大学の略称は大阪大谷、大谷、大大大（大阪大谷大学から）。

## 概要
真宗大谷派の大学で、真宗大谷派（東本願寺）の大阪難波別院（南御堂）を母体として1966年に設置した。
本学は学校法人大谷学園が運営する。京都で学校法人真宗大谷学園が運営する大谷大学は別法人だが、同じ真宗大谷派の系列校として「真宗大谷派学校連合会」に所属する。

### 建学の精神
創立者の左藤了秀が理想とした「仏教を人々の心の糧として定着させるためには、学校教育を通して宗教心を育成すべきと考え、一宗一派にこだわらない自由な立場で宗教的情操教育を行おう」の理念に基づき創立した。この理念を「大乗仏教の精神」として建学の精神の根幹としている。互いに「いのち」を尊び、感謝の心で人間関係を築き、個性が集う理想の学園を作り、社会に貢献することを目指す。開学以来、「大乗仏教の精神」を「報恩感謝」の言葉で表している。

### 教育理念
- 「自立」 - 自主的な判断力や問題解決能力を育成するとともに自らを律する態度を培う。
- 「創造」 - 学んだ知識や技術を活かして新しい知見を創造する能力や実社会で実践する能力を育成する。
- 「共生」 - 自分と他者、我が国と国際社会、人間と自然や環境との間で互いに理解し尊重し共存しようとする態度を培う[2]。

### 教育目的
本学は、教育基本法に基づき、学校教育法の定める大学として学術を研究教授するとともに、大乗仏教の精神を尊び、学識・情操・品性にすぐれた人材を育成し、もって社会の発展と文化の向上に寄与することを目的とする。

## 沿革
- 1909年 左藤了秀が難波別院内に大谷裁縫女学校を設立
- 1966年 大谷女子大学を設立（文学部国文学科、英文学科）
- 1970年 文学部に幼児教育学科を増設
- 1975年 大学院文学研究科修士課程を設置（国語国文学専攻、英語学英米文学専攻）
- 1978年 大学院文学研究科博士課程を設置（国語国文学専攻、英語学英米文学専攻）
- 2000年 文学部に文化財学科、コミュニティ関係学科を増設。文学部国文学科を日本語日本文学科に、英文学科を英語英米文学科に、幼児教育学科を教育福祉学科に改称
- 2004年 文学部教育福祉学科を教育福祉学部教育福祉学科に改組。大学院文学研究科に文化財学専攻（修士課程・博士課程）を増設
- 2005年 文学部コミュニティ関係学科を人間社会学部人間社会学科に改組。文学部の英語英米文学科を英米語学科に改称。教育福祉専攻科を設置。大谷女子短期大学を大谷女子大学短期大学部と改称
- 2006年 大阪大谷大学に大学名を変更。男女共学化。薬学部薬学科を設置。大谷女子大学短期大学部を大阪大谷大学短期大学部に改称
- 2012年 人間社会学部にスポーツ健康学科を設置。教育福祉学部教育福祉学科を教育学部教育学科に改称。文学部英米語学科の学生募集を停止。短期大学部の生活創造学科の学生募集を停止
- 2014年 大阪市阿倍野区のあべのハルカスに「ハルカスキャンパス」を開設。文化財学科を歴史文化学科に改称
- 2015年 文学部英米語学科を廃止
- 2016年 大阪大谷大学創立50周年。教育福祉専攻科を教育専攻科に改称
- 2018年 大学院文学研究科の文化財学専攻を歴史文化学専攻に改称
- 2019年 大学院薬学研究科を設置
- 2020年 新体育館竣工

## 学部・学科
- 文学部
  - 日本語日本文学科
  - 歴史文化学科
- 教育学部
  - 教育学科
    - 幼児教育専攻
    - 学校教育専攻
    - 特別支援学校専攻
- 人間社会学部
  - 人間社会学科
  - スポーツ健康学科
  - 心理・福祉学科（2024年度開設）
- 薬学部
  - 薬学科

## 研究科・専攻
- 文学研究科（博士前期・博士後期課程）
  - 国語学国文学専攻
  - 歴史文化学専攻
- 薬学研究科（博士課程４年制）
  - 薬学専攻

## 専攻科
教育専攻科（1年制）

## 関連施設
大阪大谷大学博物館

## 大学関係者と組織

### 大学関係者一覧
大阪大谷大学の人物一覧

## 交通機関
- 近鉄長野線滝谷不動駅（大阪大谷大学前）約500ｍ
- 南海高野線金剛駅からスクールバス（学内者向け）乗車時間約10分

## 系列校
- 大谷中学・高等学校
- 東大谷高等学校
- 大谷さやまこども園（旧 大谷幼稚園）